# The Borrowed Finery
The Borrowed Finery è un cortometraggio muto del 1914. Non si conosce il nome del regista del film che, prodotto dalla Edison, fu sceneggiato da Alice Williams.

## Produzione
Il film fu prodotto dalla Edison Company.

## Distribuzione
Distribuito dalla General Film Company, il film - un cortometraggio in una bobina - uscì nelle sale cinematografiche degli Stati Uniti il 24 marzo 1914.